# Wadowice Górne (gmina)
Wadowice Górne – gmina wiejska w województwie podkarpackim, w powiecie mieleckim. W latach 1975–1998 gmina położona była w województwie tarnowskim. Od zachodu graniczy z województwem małopolskim.
Siedziba gminy to Wadowice Górne. Na terenie gminy znajduje się 13 sołectw.
Według danych z 2021 roku gminę zamieszkiwały 7653 osoby.

## Struktura powierzchni
Według danych z roku 2014 gmina Wadowice Górne ma obszar 87,16 km², w tym:
- użytki rolne: 81%
- użytki leśne: 8%

Gmina stanowi 9,9% powierzchni powiatu.

## Demografia

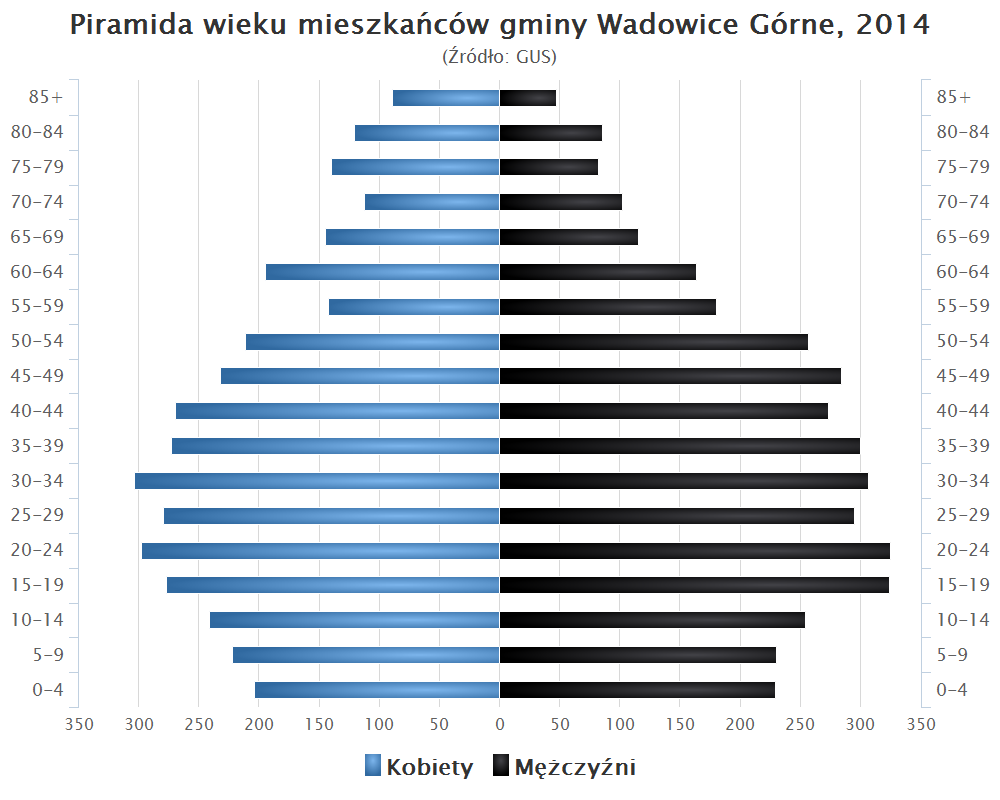
Piramida wieku mieszkańców gminy Wadowice Górne w 2014 roku

Dane z 14 października 2014:
| Opis                              | Ogółem | Ogółem | Kobiety | Kobiety | Mężczyźni | Mężczyźni |
| --------------------------------- | ------ | ------ | ------- | ------- | --------- | --------- |
| jednostka                         | osób   | %      | osób    | %       | osób      | %         |
| populacja                         | 7566   | 100    | 3753    | 49,6    | 3813      | 50,4      |
| gęstość zaludnienia (mieszk./km²) | 83,1   | 83,1   | 40,9    | 40,9    | 42,2      | 42,2      |

## Sołectwa
Grzybów, Izbiska, Jamy, Kawęczyn, Kosówka, Piątkowiec, Przebendów, Wadowice Dolne, Wadowice Górne, Wampierzów, Wierzchowiny, Wola Wadowska, Zabrnie.

## Sąsiednie gminy
Czermin, Mielec, Radgoszcz, Radomyśl Wielki, Szczucin